# Kanton Nice-9
Kanton Nice-9 (fr. Canton de Nice-9) je francouzský kanton v departementu Alpes-Maritimes v regionu Provence-Alpes-Côte d'Azur. Tvoří ho část města Nice.